# Miss Internacional 1999
O Miss International 1999 foi a 39ª edição deste concurso de beleza. Ele foi realizado no dia 14 de dezembro em Tóquio, no Japão.
Ao final do evento, Paulina Gálvez, representante da Colômbia, foi coroada como vencedora.
Ela foi a segunda de seu país a levar este título.

## Resultados
| Resultados finais       | Candidata |
| ----------------------- | --- |
| Miss International 1999 | - Colômbia - Paulina Gálvez |
| Segunda colocada        | - Espanha - Carmen Fernández |
| Terceira colocada       | - Finlândia - Saija Palin |
| Top 15Semi finalistas   | - Brasil - Alessandra do Nascimento - Curaçau - Pamela Winkel - Chipre - Afroditi Pericleous - Chéquia - Sárka Sikorová - República Dominicana - Patsi Arias - Japão - Kana OnodaMiss International 1999Miss International 1999 - Nicarágua - Claudia Alaniz - Polónia - Adrianna Gerczew - Rússia - Maria Tchebotkevitch - Senegal - Aïcha Faye - Uruguai - Daniela Abasolo - Venezuela - Andreína Llamozas |

### Prêmio Especial
| Miss Fotogenia | Colômbia |
| -------------- | -------- |

## Candidatas
51 países participaram do concurso

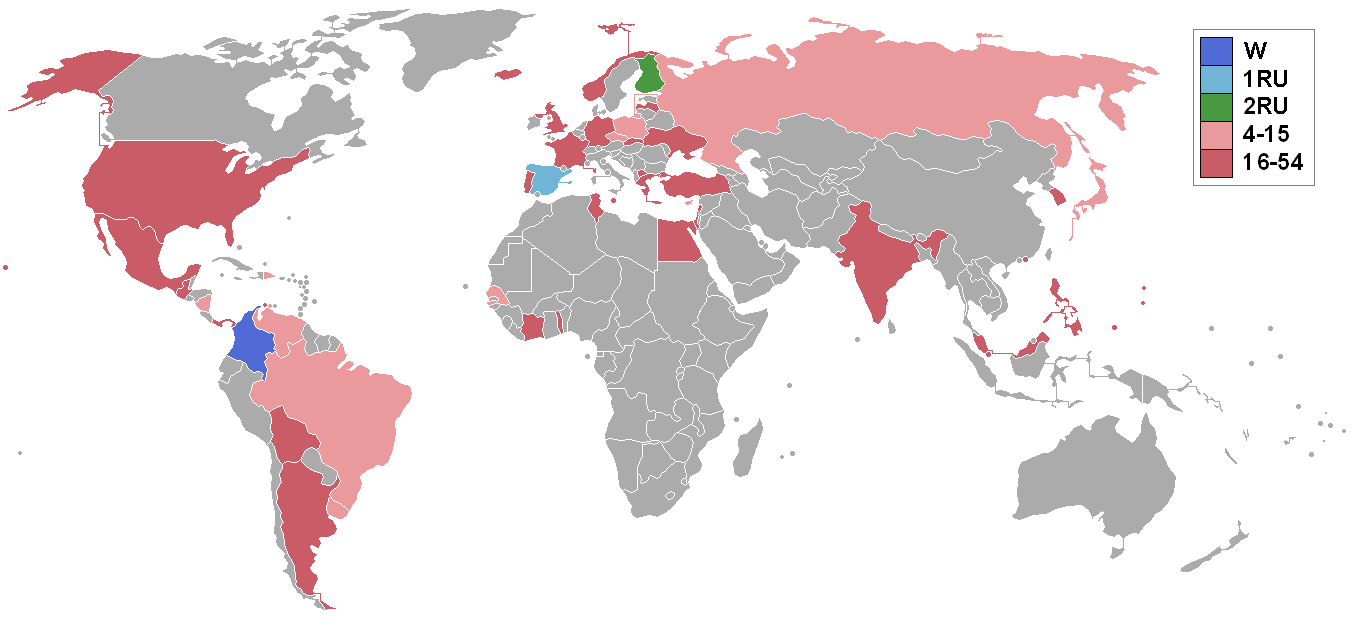
Países e territórios que enviaram candidatas ao Miss Internacional 1999

| - Alemanha - Tania Freuderberg - Argentina - Elizabeth Contrard - Aruba - Cindy Vanessa Cam Lin Martinus - Bolívia - Natalia Arteaga Gamarra - Brasil - Alessandra do Nascimento - Chipre - Afroditi Pericleous - Colômbia - Paulina Margarita Gálvez Piñeda - Coreia - Lee Jae-won - Costa de Marfim - Madaussou Kamara - Curaçao - Pamela Winkel - Egito - Engy Mohammed Abdalla - Espanha - Carmen Fernández Ruiz - Estados Unidos - Jennifer Jean Glover - Filipinas - Georgina Anne "George" de la Paz Sandico - Finlândia - Saija Palin - França - Céline Cheuva - Grã-Bretanha - Janeth Kehinde Ayuba - Grécia - Penelope Lentzou - Guam - Lourdes Jeanette Rivera - Guatemala - Gladys Marisol Alvarado Quiroz - Hawaí - Christy Chung - Hong Kong - Myolie Wu Hun-Yee - Índia - Sri Krupa Murali - Islândia - Ásbjörg Kristinsdóttir - Israel - Nofit Shevach - Japão - Kana Onoda | - Letônia - Agnese Keisha - Líbano - Clemence Achkar - Macedônia do Norte - Delfina Zafirova - Malasia - Andrea Franklin Gómez - Malta - Catherine Seisan - Marianas do Norte - Miyuki Coretta Hill - México - Graciela Soto Cámara - Nicarágua - Claudia Patricia Alaniz Hernández - Noruega - Anette Rusten - Palau - Charlene Kaud Omelau - Panamá - Blanca Elena Espinosa Tuffolon - Polônia - Adrianna Gerczew - Portugal - Andreia Antunes - República Dominicana - Patsi Arias Arias - República Eslovaca - Adela Bartková - República Tcheca - Sárka Sikorová - Rússia - Maria Tchebotkevitch - Senegal - Aïcha Faye - Singapura - Janice Koh Yeok Teng - Togo - Deborah Tiyéna Bassuka - Túnis - Leïla Bent Abdesalem - Turquía - Merve Alman - Ucrânia - Liliya Zalunina - Uruguai - María Daniela Abasolo Cugnetti - Venezuela - Andreína Mercedes Llamozas González |

## Curiosidades
| Desistiram | Austrália, Curaçao, Holanda, Honduras e Paraguai                                      | Austrália, Curaçao, Holanda, Honduras e Paraguai                                      |
| Retornaram | Brasil, Guam, Guatemala, Líbano, Malásia, Malta, Nicarágua, Rússia, Ucrânia e Uruguai | Brasil, Guam, Guatemala, Líbano, Malásia, Malta, Nicarágua, Rússia, Ucrânia e Uruguai |